# علي الطنطاوي
محمد علي بن مصطفى الطنطاوي المعروف بـ «علي الطنطاوي» (1327- 1420 هـ / 1909- 1999 م) فقيه وأديب وقاضٍ سوري، يُعد من كبار أعلام الدعوة الإسلامية والأدب العربي في القرن العشرين. رأسَ اللجنة العليا لطلاب سوريا في الثلاثينيات لثلاث سنين. وكانت لجنة الطلبة هذه بمنزلة اللجنة التنفيذية للكتلة الوطنية التي كانت تقارع الاستعمار الفرنسي لسوريا. كان أديبًا مرموقًا كتب في كثير من الصحف العربية لسنوات طويلة، أهمها ما كان يكتبه في مجلة الرسالة المصرية لصاحبها أحمد حسن الزيات، واستمرَّ يكتب فيها عشرين سنة من سنة 1933م إلى أن احتجبت سنة 1953. عمل منذ شبابه في سِلك التعليم الابتدائي والثانوي في سوريا والعراق ولبنان حتى عام 1940. ترك التعليم ودخل سِلك القضاء، فأمضى فيه خمسة وعشرين عامًا بدأ قاضيًا في النبك ثم في دوما ثم انتقل إلى دمشق فصار القاضيَ الممتاز فيها من 1943 إلى 1953. ونُقل مستشارًا لمحكمة النقض في الشام، ثم مستشارًا لمحكمة النقض في القاهرة أيام الوحدة مع مصر. كُلِّف وضعَ قانون كامل للأحوال الشخصية عام 1947، وأُوفدَ إلى مصر مدَّة سنة فدرس مشروعات القوانين الجديدة للمواريث والوصية وسواها، وأعدَّ مشروع قانون الأحوال الشخصية كله وصار هذا المشروع أساسًا للقانون الحالي. أقام في المملكة العربية السعودية 35 عامًا قدَّم فيها برامج إذاعية وتلفازية حظيت بنجاح كبير، وحصل هو وبناته على الجنسية السعودية.   

## نشأته المبكرة
وُلد الشيخ الطنطاوي في دمشق بسوريا في 23 جمادى الأولى 1327 هـ (12 حزيران/يونيو 1909)م لأسرة عُرف أبناؤها بالعلم، فقد كان أبوه، الشيخ مصطفى الطنطاوي، من العلماء المعدودين في الشام وانتهت إليه أمانة الفتوى في دمشق. وأسرة أمه أيضًا (الخطيب) من الأسر العلمية في الشام وكثير من أفرادها من العلماء المعدودين ولهم تراجم في كتب الرجال، وخاله، أخو أمه، هو الكاتب محب الدين الخطيب الذي استوطن مصر وأنشأ فيها صحيفتَي «الفتح» و«الزهراء» وكان له أثر في الدعوة فيها في مطلع القرن العشرين. ولعلي الطنطاوي 3 إخوة أصغر منه كلهم من النابهين: الفقيه القاضي الشاعر ناجي الطنطاوي، والدكتور بالرياضيات عبد الغني الطنطاوي، والفيزيائي الأديب محمد سعيد الطنطاوي.
كان علي الطنطاوي من أوائل الذين جمعوا في الدراسة بين طريقي التلقي على المشايخ والدراسة في المدارس النظامية؛ فقد تعلم في هذه المدارس إلى آخر مراحلها، وحين توفي أبوه -وعمره ست عشرة سنة- صار عليه أن ينهض بأعباء أسرة فيها أمٌّ وخمسة من الإخوة والأخوات هو أكبرهم، ومن أجل ذلك فكر في ترك الدراسة واتجه إلى التجارة، ولكن الله صرفه عن هذا الطريق فعاد إلى الدراسة ليكمل طريقه فيها.

## دراسته
تنقل علي الطنطاوي في طفولته بين عدة مدارس ابتدائية، فدرس في «المدرسة التجارية»، ثم في «المدرسة السلطانية الثانية»، ثم في المدرسة الجقمقية، ثم في «أنموذج المهاجرين». أما المرحلة الثانوية فقد أمضاها في «مكتب عنبر» الذي كان الثانوية الكاملة الوحيدة في دمشق حينذاك، ومنه نال البكالوريا (الثانوية العامة) سنة 1928م.
بعد ذلك ذهب إلى مصر ودخل دار العلوم العليا، وكان أولَ طالب من الشام يؤم مصر للدراسة العالية، ولكنه لم يتم السنة الأولى وعاد إلى دمشق في السنة التالية (1929م) فدرس الحقوق في جامعتها إلى ان نال الليسانس (البكالوريوس) سنة 1933م. وقد رأى -لمّا كان في مصر في زيارته تلك لها- لجانًا للطلبة لها مشاركة في العمل الشعبي والنضالي، فلما عاد إلى الشام دعا إلى تأليف لجان على تلك الصورة، فأُلفت لجنةٌ للطلبة سُميت «اللجنة العليا لطلاب سوريا» وانتُخب رئيسًا لها وقادها نحوًا من ثلاث سنين. وكانت لجنة الطلبة هذه بمثابة اللجنة التنفيذية للكتلة الوطنية التي كانت تقود النضال ضد الاستعمار الفرنسي للشام، وهي (أي اللجنة العليا للطلبة) التي كانت تنظم المظاهرات والإضرابات، وهي التي تولت إبطال الانتخابات المزورة سنة 1931م.

## في الصحافة
نشر علي الطنطاوي أول مقالة له في جريدة عامة (وهي «المقتبس») في عام 1926، وكان في السابعة عشرة من عمره. بعد هذه المقالة لم ينقطع عن الصحافة قط، فعمل بها في كل فترات حياته ونشر في كثير من الصحف؛ شارك في تحرير مجلتي خاله محب الدين الخطيب، «الفتح» و«الزهراء»، حين زار مصر سنة 1926، ولما عاد إلى الشام في السنة التالية عمل في جريدة «فتى العرب» مع الأديب الكبير معروف الأرناؤوط، ثم في «ألِف باء» مع شيخ الصحافة السورية يوسف العيسى، ثم كان مدير تحرير جريدة «الأيام» التي أصدرتها الكتلة الوطنية سنة 1931م ورأس تحريرها الأستاذ عارف النكدي، وله فيها كتابات وطنية كثيرة.
خلال ذلك كان يكتب في "الناقد" و"الشعب" وسواهما من الصحف. وفي سنة 1933م أنشأ أحمد حسن الزيات المجلة الكبرى، الرسالة، فكان الطنطاوي أحد كتّابها واستمر فيها عشرين سنة إلى أن احتجبت سنة 1953، وعمل في تحريرها مدة يسيرة من الزمن كما قال في ذكرياته  وكتب -بالإضافة إلى كل ذلك- سنوات في مجلة "المسلمون"، وفي جريدتي "الأيام و"النصر"، وحين انتقل إلى المملكة نشر في مجلة "الحج" في مكة وفي جريدة المدينة، وأخيرًا نشر ذكرياته في "الشرق الأوسط" على مدى نحو من خمس سنين. وله مقالات متناثرة في عشرات من الصحف والمجلات التي كان يعجز -هو نفسه- عن حصرها وتذكر أسمائها.

## في التعليم
بدأ علي الطنطاوي بالتعليم ولمّا يَزَلْ طالبًا في المرحلة الثانوية، حيث درّس في بعض المدارس الأهلية بالشام وهو في السابعة عشرة من عمره (في عام 1345 هجرية)، وقد طُبعت محاضراته التي ألقاها على طلبة الكلية العلمية الوطنية في دروس الأدب العربي عن «بشار بن برد» في كتاب صغير صدر عام 1930م (أي حين كان في الحادية والعشرين من العمر).
بعد ذلك صار معلمًا ابتدائيًا في مدارس الحكومة سنة 1931م حين أغلقت السلطات جريدة «الأيام» التي كان يعمل مديرًا لتحريرها، وبقي في التعليم الابتدائي إلى سنة 1935م. وكانت حياته في تلك الفترة سلسلة من المشكلات بسبب مواقفه الوطنية وجرأته في مقاومة الفرنسيين وأعوانهم في الحكومة، فما زال يُنقَل من مدينة إلى مدينة ومن قرية إلى قرية، حتى طوّف بأرجاء سوريا جميعًا: من أطراف جبل الشيخ جنوبًا إلى دير الزور في أقصى الشمال.
ثم انتقل إلى العراق في عام 1936م ليعمل مدرّسًا في الثانوية المركزية في بغداد، ثم في ثانويتها الغربية ودار العلوم الشرعية في الأعظمية (التي صارت كلية الشريعة)، ولكن روحه الوثّابة (التي لم يتركها وراءه حين قدم العراق) وجرأته في الحق (ذلك الطبع الذي لم يفارقه قط) فعلا به في العراق ما فعلاه به في الشام، فما لبث أن نُقل مرة بعد مرة، فعلّم في كركوك في أقصى الشمال وفي البصرة في أقصى الجنوب. وقد تركَتْ تلك الفترة في نفسه ذكريات لم ينسَها، وأحب «بغداد» حتى ألّف فيها كتابًا ضم ذكرياته ومشاهداته فيها.
بقي علي الطنطاوي يدرّس في العراق حتى عام 1939م، لم ينقطع عنه غير سنة واحدة أمضاها في بيروت مدرّسًا في الكلية الشرعية فيها عام 1937م، ثم رجع إلى دمشق فعُيِّن أستاذًا معاونًا في مكتب عنبر (الذي صار يُدعى «مدرسة التجهيز»، وهي الثانوية الرسمية حينئذ بالشام)، ولكنه لم يكفَّ عن شغبه ومواقفه التي تسبب له المتاعب، وكان واحدٌ من هذه المواقف في احتفال أُقيم بذكرى المولد، فما لبث أن جاء الأمر بنقله إلى دير الزور! وهكذا صار معلمًا في الدير سنة 1940م، وكان يمكن أن تمضي الأمور على ذلك لولا أنه مضى في سنّته ومنهجه في الجرأة والجهر بالحق. وكانت باريس قد سقطت في أيدي الألمان والاضطرابات قد عادت إلى الشام، فألقى في الدير خطبة جمعة نارية كان لها أثر كبير في نفوس الناس، قال فيها: «لا تخافوا الفرنسيين فإن أفئدتهم هواء وبطولتهم ادّعاء، إن نارهم لا تحرق ورصاصهم لا يقتل، ولو كان فيهم خير ما وطئت عاصمتَهم نِعالُ الألمان»! فكان عاقبة ذلك صرفه عن التدريس ومنحه إجازة «قسرية» في أواخر سنة 1940م.

## في القضاء
هذه الحادثة انتهت بعلي الطنطاوي إلى ترك التعليم والدخول في سلك القضاء، دخله ليمضي فيه ربع قرن كاملًا؛ خمسة وعشرين عامًا كانت من أخصب أعوام حياته. خرج من الباب الضيق للحياة ممثلًا في التعليم بمدرسة قرية ابتدائية، ودخلها من أوسع أبوابها قاضيًا في النبك (وهي بلدة في جبال لبنان الشرقية، بين دمشق وحمص) ثم في دوما (من قرى دمشق)، ثم انتقل إلى دمشق فصار القاضي الممتاز فيها، وأمضى في هذا المنصب عشر سنوات، من سنة 1943م إلى سنة 1953م، حين نُقل مستشارًا لمحكمة النقض، فمستشارًا لمحكمة النقض في الشام، ثم مستشارًا لمحكمة النقض في القاهرة أيام الوحدة مع مصر.
كان قد اقترح -لمّا كان قاضيًا في دوما- وضع قانون كامل للأحوال الشخصية، فكُلِّف بذلك عام 1947م وأوفد إلى مصر مع عضو محكمة الاستئناف الأستاذ نهاد القاسم (الذي صار وزيرًا للعدل أيام الوحدة) فأمضيا تلك السنة كلها هناك، حيث كُلف هو بدرس مشروعات القوانين الجديدة للمواريث والوصية وسواها كما كُلف زميله بدرس مشروع القانون المدني. وقد أعد هو مشروع قانون الأحوال الشخصية كله وصار هذا المشروع أساسًا للقانون الحالي وأُشير إلى ذلك في مذكرته الإيضاحية.
كان القانون يخوّل القاضي الشرعي في دمشق رياسة مجلس الأوقاف وعمدة الثانويات الشرعية، فصار علي الطنطاوي مسؤولًا عن ذلك كله خلال العشر السنين التي أمضاها في قضاء دمشق، فقرّر أنظمة الامتحانات في الثانويات الشرعية، وكانت له يدٌ في تعديل قانون الأوقاف ومنهج الثانويات، ثم كُلف عام 1960م بوضع مناهج الدروس فيها فوضعها وحده -بعدما سافر إلى مصر واجتمع فيها بالقائمين على إدارة التعليم في الأزهر- واعتُمدت كما وضعها.

## رحلات ومؤتمرات
كما رأينا كان علي الطنطاوي من أقدم معلمي القرن العشرين ومن أقدم صحافييه، وهو أيضًا من أقدم مذيعيه كما سنرى، وقد كانت له -بعد- مشاركة في طائفة من المؤتمرات، منها حلقة الدراسات الاجتماعية التي عقدتها جامعة الدول العربية في دمشق على عهد الشيشيكلي، ومؤتمر الشعوب العربية لنصرة الجزائر، ومؤتمر تأسيس رابطة العالم الإسلامي، واثنين من المؤتمرات السنوية لاتحاد الطلبة المسلمين في أوروبا. ولكن أهم مشاركة له كانت في «المؤتمر الإسلامي الشعبي» في القدس عام 1953م، والذي تمخضت عنه سفرته الطويلة في سبيل الدعاية لفلسطين، التي جاب فيها باكستان والهند والملايا وأندونيسيا، وقد دَوّن ونشر بعض ذكريات تلك الرحلة في كتاب «في إندونيسيا».
لم تكن تلك أولَ رحلة طويلة يرحلها (وإن تكن الأبعد والأطول)، فقد شارك في عام 1935م في الرحلة الأولى لكشف طريق الحج البري بين دمشق ومكة، وقد حفلت تلك الرحلة بالغرائب وحفّت بها المخاطر، وكثير من تفصيلاتها منشورة في كتابه «من نفحات الحرم».

## في السعودية
في عام 1963 سافر علي الطنطاوي إلى الرياض مدرّسًا في «الكليات والمعاهد» (وكان هذا هو الاسم الذي يُطلَق على كلّيتَي الشريعة واللغة العربية، وقد صارت من بعد جامعة الإمام محمد بن سعود). وفي نهاية السنة عاد إلى دمشق لإجراء عملية جراحية بسبب حصاة في الكلية عازمًا على أن لا يعود إلى المملكة في السنة التالية، إلا أن عرضًا بالانتقال إلى مكة للتدريس فيها حمله على التراجع عن ذلك القرار.
وهكذا انتقل علي الطنطاوي إلى مكة ليمضي فيها وفي جُدَّة خمسةً وثلاثين سنة، فأقام في أجياد مجاورًا للحرم إحدى وعشرين سنة (من عام 1964م إلى عام 1985)، ثم انتقل إلى العزيزية (في طرف مكة من جهة منى) فسكنها سبع سنوات، ثم إلى جدة فأقام فيها حتى وفاته في عام 1999.
بدأ علي الطنطاوي هذه المرحلة الجديدة من حياته بالتدريس في كلية التربية بمكة، ثم لم يلبث أن كُلف تنفيذ برنامج للتوعية الإسلامية فترك الكلية وراح يطوف على الجامعات والمعاهد والمدارس في أنحاء المملكة لإلقاء الدروس والمحاضرات، وتفرَّغَ للفتوى يجيب عن أسئلة وفتاوى الناس في الحرم -في مجلس له هناك- أو في بيته ساعات كل يوم، ثم بدأ برنامجيه: «مسائل ومشكلات» في الإذاعة و«نور وهداية» في الرائي (والرائي هو الاسم الذي اقترحه علي الطنطاوي للتلفزيون) الذين قُدر لهما أن يكونا أطول البرامج عمرًا في تاريخ إذاعة المملكة ورائيها، بالإضافة إلى برنامجه الأشهر «على مائدة الإفطار».
هذه السنوات الخمس والثلاثون كانت حافلة بالعطاء الفكري للشيخ، ولا سيما في برامجه الإذاعية والتلفازية التي استقطبت -على مرّ السنين- ملايين المستمعين والمشاهدين وتعلّقَ بها الناس على اختلاف ميولهم وأعمارهم وأجناسهم وجنسياتهم. ولم يكن ذلك بالأمر الغريب؛ فلقد كان علي الطنطاوي من أقدم مذيعي العالم العربي، بل لعله من أقدم مذيعي العالم كله؛ فقد بدأ يذيع من إذاعة الشرق الأدنى من يافا من أوائل الثلاثينيات، وأذاع من إذاعة بغداد سنة 1937م، ومن إذاعة دمشق من سنة 1942م لأكثر من عقدين متصلين، وأخيرًا من إذاعة المملكة ورائيها نحوًا من ربع قرن متصل من الزمان.

## شيخوخته ووفاته
آثر علي الطنطاوي ترك الإذاعة والتلفاز حينما بلغ الثمانين من العمر. وكان قبل ذلك قد لبث نحو خمس سنين ينشر ذكرياته في الصحف، حلقةً كل يوم خميس، فلما صار كذلك وقَفَ نشرَها (وكانت قد قاربت مئتين وخمسين حلقة) وودّع القرّاء فقال: «لقد عزمتُ على أن أطوي أوراقي، وأمسح قلمي، وآوي إلى عزلة فكرية كالعزلة المادية التي أعيشها من سنين، فلا أكاد أخرج من بيتي، ولا أكاد ألقى أحدًا من رفاقي وصحبي».
ثم أغلق عليه باب بيته واعتزل الناس إلا قليلًا من المقربين يأتونه في معظم الليالي زائرين، فصار ذلك له مجلسًا يطل من خلاله على الدنيا، وصار منتدى أدبيًا وعلميًا تُبحث فيه مسائل العلم والفقه واللغة والأدب والتاريخ، وأكرمه الله فحفظ عليه توقّد ذهنه ووعاء ذاكرته حتى آخر يوم في حياته، حتى إنه كان قادرًا على استرجاع المسائل والأحكام بأحسن مما يستطيعه كثير من الشبان، وكانت (لغاية الشهر الذي توفي فيه) تُفتتح بين يديه القصيدة لم يرَها من عشر سنين أو عشرين فيُتمّ أبياتَها ويبين غامضها، ويُذكَر العَلَم فيُترجم له، وربما اختُلف في ضبط مفردة من مفردات اللغة أو في معناها فيقول: هي كذلك، فيُفتَح القاموس المحيط (وكان إلى جواره حتى آخر يوم في حياته) فإذا هي كما قال!
ثم ضعف قلبه في آخر عمره فأُدخل المستشفى مرات، وكانت الأزمات متباعدة في أول الأمر ثم تقاربت، حتى إذا جاءت السنة الأخيرة تكاثرت حتى بات كثيرَ التنقل بين البيت والمستشفى. ثم توفي بعد عشاء يوم الجمعة، 18 حزيران عام 1999م الموافق 4 ربيع الأول 1420 هـ، في قسم العناية المركزة في مستشفى الملك فهد بجدة عن عمر 90 عام، ودُفن في مقبرة مكة المكرمة في اليوم التالي بعدما صُلّي عليه في الحرم المكي الشريف.

## دمشق والحنين
ترك علي الطنطاوي دمشق وهاجر إلى المملكة العربية السعودية بعدما ضاقت عليه الحياة في سوريا بعد انقلاب البعث (8 آذار 1963)، وقد رجع إلى بلاد الشام زائرًا عدة مرات ثم انقطع من عام 1979 فلم يُسمَح له بدخولها، فبقي قلبه فياضًا بالشوق والحنين إليها حتى الممات. وكتب في ذلك دررًا أدبية يقول في إحداها:
"وأخيرًا أيها المحسن المجهول، الذي رضي أن يزور دمشق عني، حين لم أقدر أن أزورها بنفسي، لم يبق لي عندك إلا حاجة واحدة، فلا تنصرف عني، بل أكمل معروفك، فصلّ الفجر في "جامع التوبة" ثم توجه شمالًا حتى تجد أمام "البحرة الدفاقة" زقاقًا ضيقًا جدًا، حارة تسمى "المعمشة" فادخلها فسترى عن يمينك نهرًا، أعني جدولًا عميقًا على جانبيه من الورود والزهر وبارع النبات ما تزدان منه حدائق القصور، وعلى كتفه ساقية عالية، اجعلها عن يمينك وامش في مدينة الأموات، وارع حرمة القبور فستدخل أجسادنا مثلها.
دع البحرة الواسعة في وسطها وهذه الشجرة الضخمة ممتدة الفروع، سر إلى الأمام حتى يبقى بينك وبين جدار المقبرة الجنوبي نحو خمسين مترًا، إنك سترى إلى يسارك قبرين متواضعين من الطين على أحدهما شاهد باسم الشيخ أحمد الطنطاوي، هذا قبر جدي، فيه دفن أبي وإلى جنبه قبر أمي فأقرئهما مني السلام، واسأل الله الذي جمعهما في الحياة، وجمعهما في المقبرة، أن يجمعهما في الجنة، {رب اغفر لي ولوالدي} {رب ارحمهما كما ربياني صغيرًا} رب ارحم ابنتي واغفر لها، رب وللمسلمين والمسلمات".

## بناته
- عَنان الطنطاوي زوجها مأمون دَيرانية.
- الراحلة بنان الطنطاوي وهي زوجة الداعية الإسلامي عصام العطار، اغتيلت في مدينة آخن الألمانية على يد أجهزة المخابرات السورية.
- الدكتورة بيان الطنطاوي زوجها من أسرة المؤيَّد العظم.
- أمان الطنطاوي زوجة الأستاذ زياد الطباع.
- الراحلة الأستاذة المربية الداعية يمان الطنطاوي زوجة الأستاذ الأديب الراحل نادر حتاحت صاحب دار المنارة في جُدَّة.

## مؤلفاته
ترك علي الطنطاوي عددًا كبيرًا من الكتب، أكثرها يضم مقالات مما سبق نشره في الصحف والمجلات، وهذه هي أهم مؤلفاته (مرتبة على تواريخ صدور طبعاتها الأولى):
1. أبو بكر الصديق (1935).
2. قصص من التاريخ (1957).
3. رجال من التاريخ (1958).
4. صور وخواطر (1958).
5. قصص من الحياة (1959).
6. في سبيل الإصلاح (1959).
7. دمشق (1959).
8. أخبار عمر (1959).
9. مقالات في كلمات (1959).
10. من نفحات الحرم (1960).
11. حكايات من التاريخ (1 ـ 7) (1960).
12. هتاف المجد (1960).
13. من حديث النفس (1960).
14. الجامع الأموي (1960).
15. في إندونيسيا (1960).
16. فصول إسلامية (1960).
17. صيد الخاطر لابن الجوزي (تحقيق وتعليق) (1960).
18. فِكَر ومباحث (1960).
19. مع الناس (1960).
20. بغداد: مشاهدات وذكريات (1960).
21. تعريف عام بدين الإسلام (1970).
22. فتاوى علي الطنطاوي (1985).
23. ذكريات علي الطنطاوي (1ـ 8) (1985-1989).

ونشر حفيده مجاهد مأمون ديرانية بعد وفاته عددًا من الكتب جمع مادتها من مقالاتٍ وأحاديثَ لم يسبق نشرها، وهي (مرتبة حسب تاريخ صدورها):
1. فتاوى علي الطنطاوي (الجزء الثاني) (2001).
2. فصول اجتماعية (2002).
3. سيِّد رجال التاريخ (2002).
4. نور وهداية (2006).
5. فصول في الثقافة والأدب (2007).
6. فصول في الدعوة والإصلاح (2008).
7. البواكير (2009).
8. الذكريات: الفهارس والصُّوَر (2011).
9. كلمات صغيرة (2016).
10. أعلام من التاريخ (2019).